# Mihajlo Andrejević
Mihajlo Andrejević (Pozsarevác, 1898. július 3. – Belgrád, 1989. szeptember 20.) szerb nemzetközi labdarúgó-játékvezető. Polgári foglalkozásként a gyógyítást állami kórház igazgató-főorvosaként végezte, majd a belgrádi orvostudományi egyetemen tanára, docensként ment nyugdíjba. Hét nyelven beszélt.

## Pályafutása

### Labdarúgóként
A labdarúgással  korán, még gyermekkorában elkötelezte magát. Alig 15 éves, amikor az első világháború előtti híres BSK első csapatában mint rendkívül tehetség szerepelt, mint balszélső. Az első világháborúban előbb német, majd bolgár fogságba kerül. A fogságban is felfigyeltek rendkívüli tehetségére és külön engedéllyel hozzájárultak, hogy fogoly létére részt vegyen edzéseken és mérkőzéseken. Így lett a Levszki Szófia játékosa. A háború után ismét a BSK állandó játékosa, majd 1920-tól miután Bécsbe került orvostanhallgatónak egy ideig a Wiener Sport Clubban játszott.

### Labdarúgó-játékvezetőként
A játékvezetői vizsgát Bécsben tette le, ahol a vizsgáztató biztosai között Dr. Hanek professzor, akkor világszerte elismert röntgenológus ismerte fel szervező képességét, aki egyébként az egyetemen is tanára volt. A bizottság másik tagja Hugo Meisl, Ausztria futballminisztere, az osztrák labdarúgás mindenese volt. Nemcsak a II. Ligában vezetett, hanem számtalan élvonalbeli találkozón is működött Bécs-ben. Tanulmányai befejezése után visszatért Belgrád-ba.

### Sportvezetőként
Előbb a BSK főtitkára, majd a Jugoszláv labdarúgó-szövetségben a nemzetközi ügyek vezetője lett. Nagy nemzetközi sportkapcsolatának eredményeként megszervezte a Balkán-bajnokságot. Baráti kapcsolatok fűzték az MLSZ akkori elnökéhez, Fischer Mórhoz - 1927-ben a FIFA egyik alelnöke lett -, aki nemzetközi tekintélynek számított a 30-as évek futballéletében. Fischer segítségével bekapcsolta a jugoszláv klubokat a legtekintélyesebb kupaküzdelmekbe. Ugyancsak Fischer támogatásával 1932-ben beválasztották a FIFA felügyelőbizottságába. 1938-ban a FIFA Végrehajtó Bizottságának tagja lett. Később a FIFA Játékvezető Bizottság elnöke, az Olimpiai Amatőr Bizottság tagja és további nemzetközi bizottságoknak tagja. A nemzetközi Labdarúgó-szövetség, a FIFA legrégebbi vezetőségi tagja.

## Szakmai sikerei
1984-ben megkapta a FIFA Elismerő oklevelét és érdemérmét valamint a Nemzetközi Olimpiai Bizottság Aranyérmét.

## Írásai
Orvostudományi írásai mellett megírta emlékeit: Hosszú utazás a labdarúgás és az orvostudomány területén.

## Külső hivatkozások
- Mihajlo Andrejević. ofkbeograd.co.rs. [2014. október 14-i dátummal az eredetiből archiválva]. (Hozzáférés: 2014. október 8.)